# Gaya (ciutat)
Gaya és una ciutat i municipi de Bihar, capital del districte de Gaya. Està a 100 km al sud de Patna a la riba del riu Falgu, a 24° 47′ N, 85° 00′ E / 24.78°N,85.0°E. Segons el cens de 2011 la ciutat tenia 474.093 habitants. Gaya disposa d'un aeroport internacional.
La ciutat està formada per la unió de l'antiga Gaya, i de la veïna ciutat comercial i administrativa de Sahibganj on vivien els europeus i on estaven tots els edificis oficials considerada la Nova Gaya. Conjuntament van formar una municipalitat (1865) amb una població el 1881 de 76.415 habitants. L'edifici més significatiu de la Gaya vella és el tempe de Vishnupada, però hi ha altres temples i capelles, i hi viuen els sacerdost de Gayawal. El 1891 va arribar a 80.383 habitants però va baixar el 1901 a 71.288.